# Will Truman
Will Truman é um personagem da sitcom norte-americano Will & Grace, interpretado por Eric McCormack. Ele é um advogado gay que vive em Nova Iorque com sua melhor amiga, Grace Adler.
Will nasceu em 23 de Outubro de 1966. Filho de pais conservadores e ricos, Marilyn (interpretada pela famosa atriz e mãe de Gwyneth Paltrow, Blythe Danner) e George (o ator e também famoso diretor Sydney Pollack). Ele assumiu-se gay em 1985, ainda na faculdade quando, com a ajuda de Jack McFarland, ele descobriu que seu relacionamento com Grace apenas escondia sua verdadeira sexualidade.
Após se formar, ele trabalhou para um grande escritório de advocacia, mas mesmo tendo um futuro promissor, largou tudo para abrir sua própria firma, que só durou até à segunda temporada, quando ele começou a trabalhar para a firma Doucette & Stein, onde continuou até ao final da sétima temporada.
Ao longo de sua vida, todos os aniversários de Will terminaram com alguém, ou algo, roubando sua "cena". Essa peculiaridade foi tema para vários episódios da série, como "Will On Ice", "Gypsies", "Tramps & Weed" e "Key party". Como a data de exibição dos episódios nunca foi a mesma, presume-se que o aniversário do personagem seja entre outubro e janeiro.
Will relacionou-se com três mulheres: Grace; sua namorada de escola, Claire; e Diane (Mira Sorvino), com quem teve um encontro, sendo a única mulher com quem Will transou em toda a sua vida.
Seu mais bem-sucedido relacionamento com um homem foi o longo namoro com Michael (Chris Potter) que durou sete anos, até novembro de 1996 (logo antes do início da história).
Muito da comédia do programa é por parte das piadas feitas sobre Will e seus vários relacionamentos mal-sucedidos. 
Na temporada de 2004-2005, contudo, ele envolveu-se seriamente com um policial chamado Vince, interpretado por Bobby Cannavale. 
No fim da série, Will acaba casado com Vince e com um bebé rapaz chamado Ben. No último episódio, a série salta no tempo uns 15 anos e acaba por se saber que Ben se casa com Lila a filha de Grace.